# 陳坤嶽
陳坤嶽（？—2006年1月24日），台灣作詞家，筆名蜚聲，曾創作《快樂的出帆》、《懷念的播音員》、《流浪天涯三兄妹》等多首知名台語流行音樂歌的歌詞。
1958年發表的《快樂的出帆》是陳坤嶽的第一首作品，不僅捧紅堂姪女陳芬蘭，也因此而獲得亞洲唱片董事長的重用，聘作文藝部顧問，成為台語歌作詞家。

## 作品
- 《快樂的出帆》（1958年）：豐田一雄作曲，日語原歌名《第一次出航》（初めでの出航）。
- 《懷念的播音員》（1963年）：吉田正作曲，日語原歌名《霧子的探戈》（霧子のタンゴ）。
- 《花蕊戀春風》
- 《流浪天涯三兄妹》
- 《阮的故鄉南都》
- 《黑玫瑰》：洪炎輝作曲
- 《哀愁的火車站》
- 《小姑娘入城》（草笠仔傾傾）
- 《思念故鄉的情人》
- 《流浪三兄弟》
- 《三輪車伕之戀》
- 《悲哀的戀夢》：洪炎輝作曲
- 《無某真艱苦》
- 《夜夜為你來失眠》
- 《水車姑娘》
- 《春夢不了情》
- 《阮的故鄉南都》
- 《愛的宣誓》
- 《文旦小姐》